# 深谷上杉家
深谷上杉家（ふかやうえすぎけ）は、室町時代に関東地方に割拠した上杉氏の諸家のひとつ。山内上杉家の上杉憲顕の実子である上杉憲英が庁鼻和上杉（こばなわうえすぎ）を名乗り、憲英の曾孫の房憲より深谷上杉と称した。憲英・憲光父子は、幕府から奥州管領に任じられた。
扇谷上杉家と共に武蔵国で割拠していたが、扇谷上杉家の上杉朝定が北条氏康に敗れ滅亡し、後北条氏の勢力が武蔵に及ぶと、憲英から数えて7代目の憲盛の代に、後北条氏に降伏した。
以後は後北条氏の傘下となったが、憲盛長男の氏憲の代に小田原征伐で後北条氏が敗れた後、豊臣秀吉によって所領を奪われた。氏憲は子息の憲俊と共に信州に隠居したが、憲俊は岡山藩士となった。また氏憲の三男憲国は水戸藩士となり、娘が松平頼利（徳川頼房の六男）に嫁いでその間に宍戸藩主松平頼道をもうけた。

また、憲盛の次男・吉次の子孫は江戸幕府に仕え5百石の旗本となった（深谷氏）。
幕末の子孫である上杉盛房（深谷盛房）は、30歳で小納戸役に任じられたが、50歳を超えたのち1819年（文政2年）二の丸留守居役、1831年（天保2年）に京都町奉行と歴任し、1837年（天保8年）に66歳で勘定奉行、1844年（弘化元年）に73歳で旗本最高役職の大目付（役高3000石）に昇進し、1854年（安政元年・83歳6月）に87歳になるまで勤めた。海防掛も兼任しており、1853年7月（嘉永6年）のいわゆる「黒船来航」の際の幕閣会議にも86歳で参加し、穏便に済ませる案を提示した。
庶流に深谷氏、久保田氏、小久保氏、久下氏、市田氏。代表的な家臣には岡谷氏、秋元氏、井草氏、上原氏らがいる。

## 歴代当主
- 上杉憲英
- 上杉憲光
- 上杉憲長
- 上杉憲信
- 上杉房憲
- 上杉憲清
- 上杉憲賢
- 上杉憲盛
- 上杉氏憲
- 上杉憲俊

## 主要拠点
- 深谷城
- 庁鼻和城